# Le Voyageur du Mésozoïque (album)
Le Voyageur du Mésozoïque est un album de bande dessinée, le treizième de la série Les aventures de Spirou et Fantasio. Il contient deux aventures : Le Voyageur du Mésozoïque et La Peur au bout du fil.

## Publications
L'album éponyme est publié pour la première fois le 15 octobre 1960 par les éditions Dupuis.

## Traductions
- Suédois : Besökaren från urtiden, Carlsen Comics.